# アリールアルデヒドデヒドロゲナーゼ (NADP+)
アリールアルデヒドデヒドロゲナーゼ (NADP+)（aryl-aldehyde dehydrogenase (NADP+)）は、次の化学反応を触媒する酸化還元酵素である。
芳香族アルデヒド + NADP+ + AMP + 二リン酸 + H2O {\displaystyle \rightleftharpoons } 芳香族カルボン酸 + NADPH + H+ + ATP
反応式の通り、この酵素の基質は芳香族アルデヒドとNADP+とAMPと二リン酸、生成物は芳香族カルボン酸とNADPHとH+とATPである。
組織名はaryl-aldehyde:NADP+ oxidoreductase (ATP-forming)で、別名にaromatic acid reductaseがある。